# 潮州市南春中学
座標: 北緯23度39分4.83秒 東経116度38分5.87秒 / 北緯23.6513417度 東経116.6349639度
潮州市南春中学は中華人民共和国広東省潮州市湘橋区にある区属の重点高級中学・潮州市の1級学校である。潮州市区の南部にあり、1976年に設立された。

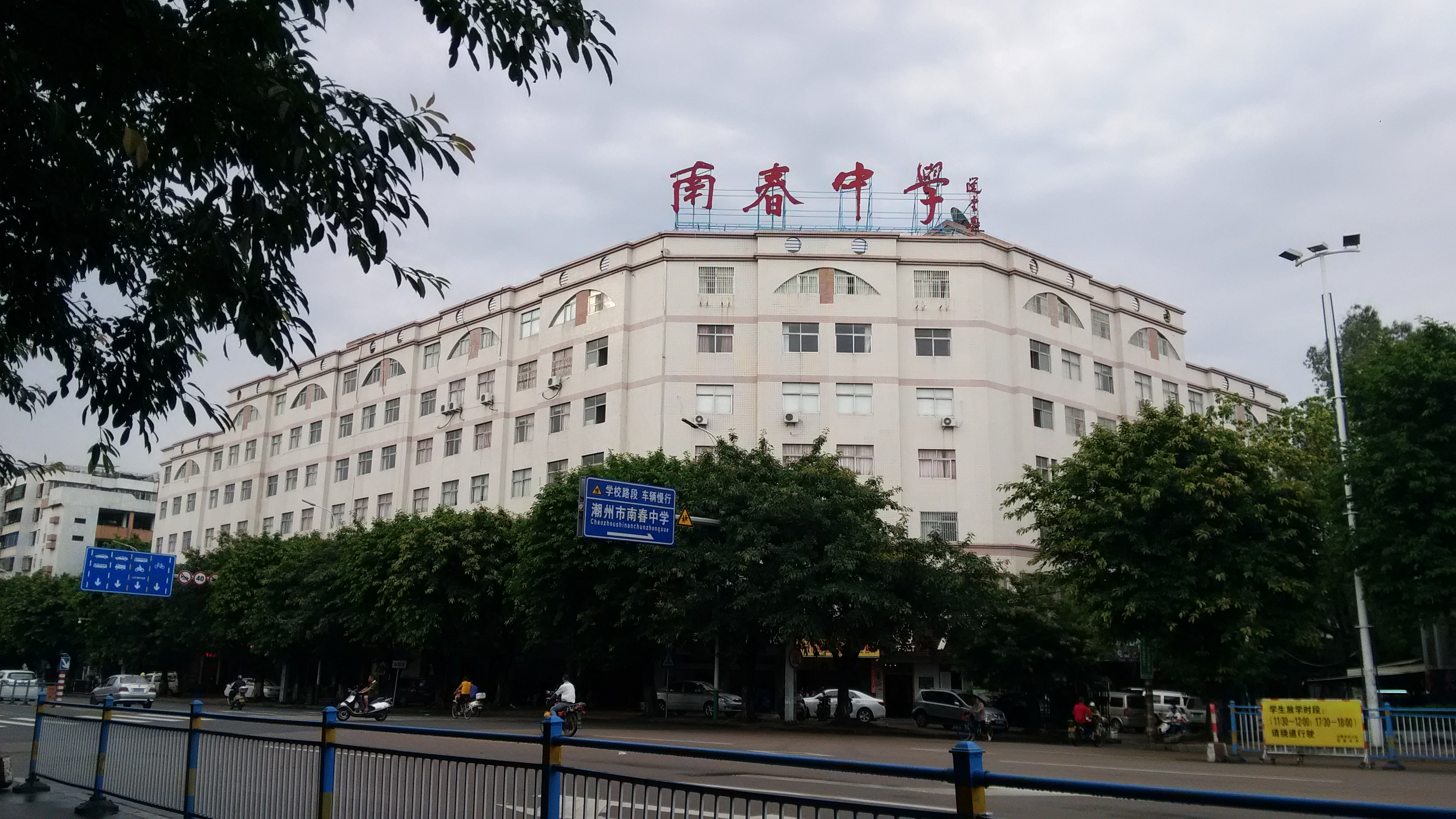
科学技術楼、その屋上に「南春中学」が書かれる

## 歴史
1976年8月、潮安県人民政府（現・潮州市）は元「中国共産党汕頭地区（現汕頭市）委員会党学校」の校舎を購入し、潮州市南春中学を設立した。設立一ヶ月後の9月9日に毛沢東が亡くなって、10月6日に四人組が逮捕され、文化大革命が終わった。1977年3月、潮州市南春中学は正式に授業を開始し、荘建国は初代校長に任命された。
1980年9月、南春中学は潮州市属の6年制中学校に改編された。1982年7月、南春中学の第1期高校卒業生が大学入試に参加した。1984年8月から李学富は校長、陳芳清は党支部書記を務める。
1991年12月、潮州市の升格により湘橋区が成立した。南春中学は1992年5月から区の重点中学に選定された。この時期にキャンパスの改修が行っていた。2000年、南春中学は潮州市教育局に「文明キャンパスベスト10」と評価され、潮州市1級学校に選ばれた。2001年、中共広東省委員会・広東省人民政府から「広東省文明単位」と指定され、2005年に広東省1級学校に指定された。2006年、南春中学初中部が分立し、南春中学は高中部だけになった。2008年に旧講堂、教員宿舎、元葬儀場を取り壊され、2000万元を投資して新しい教室棟と体芸館を建設された。

## 現況
敷地面積は約2万平方メートル、そのうち建物面積は約1.8万平方メートルを占めている。広東省教育レベル評価優秀学校に選ばれた。56クラスがあり、208人の教師のうち、9人が大学院教育を受けた。また、138人が中・高級教師の称号をもっている。

### コース設置
13の教科を設置している：政治、中国語、数学、英語、物理、化学、歴史、地理、生物、スポーツ、音楽、美術、コンピュータ。教員は北京語、潮州語と英語で授業を行う。1授業の時間を45分としている。

### 文化生活
毎年に一回の芸体節があり、そこで演劇、合唱コンクール、運動会などが開催される。

## キャンパス施設
教学ビル（全2棟）、総合ビル、講堂、運動場、植物園、地理園などがある。

## 職員
- 校長：陳永序
- 副校長：陳万雄、丁哲聡、劉増花
- 総務主任：鄭偉忠
- 体衛主任：郭斯強
- 教務主任：黄潔文
- 副政教主任：姚淦斌、李錦宏
- 副体衛主任：翁如茂
- 団委書記：謝鋒
- 副教務主任：陳偉民
- 副総務主任：李迎勉

### 歴代校長
- 荘建国（1976年9月-1980年7月）
- 陳芳清（1980年8月-1984年7月、1992年8月—1994年7月）
- 李学富（1984年8月-1992年7月）
- 陳漢湘（1997年3月—2006年）
- 陳永序（2006年-今）

## 参考資料
1. ↑  我校举行第二十一届艺体节活动、潮州市南春中学
2. ↑  发展历史, 潮州市南春中学
3. ↑  领导班子，潮州市南春中学
4. ↑  南春中学历任校长、负责人，潮州市南春中学